# ポーランドの大統領一覧
ポーランド共和国大統領（ポーランドきょうわこくだいとうりょう、ポーランド語: Prezydent Rzeczypospolitej Polskiej）は、ポーランドの元首たる大統領。

## 概要
ポーランドの大統領には以下が存在する。
1. ポーランド共和国第二共和制 - ポーランド共和国大統領 （Prezydent Rzeczypospolitej Polskiej）。
2. ポーランド亡命政府 - ポーランド共和国（亡命政府）大統領 （Prezydent Rzeczypospolitej Polskiej na Uchodźstwie）。
3. ポーランド人民共和国
  1. 1944年〜1947年 - 全国国民評議会議長（Prezydent Krajowej Rady Narodowej）。
  2. 1947年〜1952年 - ポーランド共和国大統領（Prezydent Rzeczypospolitej Polskiej）。
  3. 1952年〜1989年 - 国家評議会（ポーランド語版）議長（ポーランド語版）（Przewodniczący Rady Państwa）。
  4. 1989年〜1990年 - ポーランド人民共和国大統領（Prezydent Polskiej Rzeczypospolitej Ludowej）。
4. ポーランド共和国第三共和制以降 - ポーランド共和国大統領 （Prezydent Rzeczypospolitej Polskiej）。

## 第三共和制の大統領

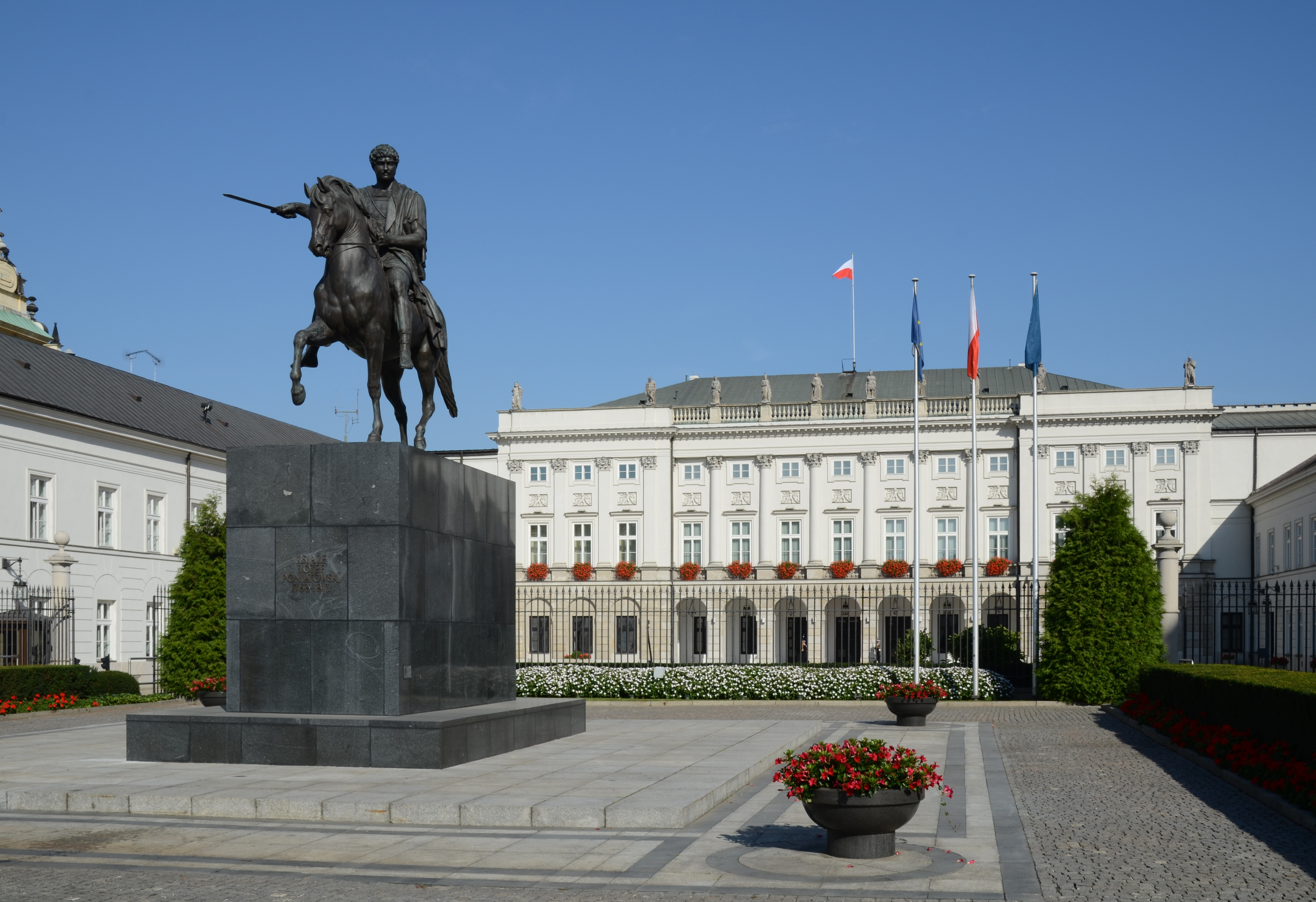
ワルシャワの大統領宮殿

### 選出方法と任期
- 国民の直接選挙によって、選出され、有効投票数の過半数を得た候補が当選する。過半数を獲得する候補がいない場合は決選投票となる（憲法第127条）。

- 任期は5年で、再選は1回のみ可能である（憲法第127条2）。

### 権限
1997年の憲法が定める主な権限は以下の通り。大統領の権限は1997年の憲法により大きく制限され、現在は首相が実権を握る議院内閣制となっている。
- 議会両院、内閣と共に法律の発案権を有する（憲法第118条）
- 首相の指名・任命（憲法第154条1）

ただし、首相任命後14日以内に内閣は下院の過半数の信任を受ける必要がある（第154条2）。このため、下院の議席配分を無視して首相を任命することは不可能である。
- 議会が可決した法案の拒否権を有し、憲法裁判所への審査要請を行うか、セイム（下院）へ差し戻すことができる。ただし、憲法裁判所が合憲と判断した場合に再度拒否することは出来ない。また、下院へ差し戻した後に再度可決された場合は、7日以内に署名、公布しなければならない（憲法第122条）
- 国際条約の批准（憲法第133条）
- 外交官の任命（憲法第133条）
- 外国の外交官の信任状及び解任状の受理（憲法第133条）
- ポーランド軍の最高司令権（憲法第134条）

戦時の軍司令官の任免権なども有するが、「首相の要請に基づく」場合のみである。また、戦争状態にあるかどうかを決定するのは原則として下院である（憲法第116条）
- 勲章、栄典の授与（憲法第138条）
- 恩赦の実施（憲法第139条）

### その他
- 大統領が職務遂行不能に陥った場合や、任期途中で辞職・死亡した場合は下院議長がその職務を代行する（憲法第131条）

## 大統領の一覧
| ポーランド共和国 (1918-1939)         |                                                            |                                                                 |                                                 |                                 |                                                                  |              |                                       |      |                                                            |
| 第一共和政 (1918-1922)               |                                                            |                                                                 |                                                 |                                 |                                                                  |              |                                       |      |                                                            |
| 代                                   | 元首                                                       | 元首                                                            | 所属政党                                        | 期                              | 在任期間                                                         | 在任期間     | 備考                                  | 首相 | 首相                                                       |
| 001                                  | ユゼフ・ピウスツキ Józef Piłsudski                         |                                                                 | 無所属                                          | 1                               | 1918年11月18日 - 1922年12月11日                                  | 4年 + 23日   |                                       |      |                                                            |
| 第二共和政 (1922-1939)               |                                                            |                                                                 |                                                 |                                 |                                                                  |              |                                       |      |                                                            |
| 代                                   | 大統領                                                     | 大統領                                                          | 所属政党                                        | 期                              | 在任期間                                                         | 在任期間     | 備考                                  | 首相 | 首相                                                       |
| 001                                  | ガブリエル・ナルトヴィチ Gabriel Narutowicz                |                                                                 | ポーランド農民党 ・解放派 （PSL・"Wyzwolenie"） | 1                               | 1922年12月11日 - 1922年12月16日                                  |              | 在任中に死去                          |      |                                                            |
| 0－                                  | マチェイ・ラタイ Maciej Rataj                              |                                                                 | ポーランド農民党 ・ピャスト派 (PSL・"Piast")    | 1                               | 1922年12月16日 - 1922年12月22日                                  | 6日          | 大統領代行 （セイム議長）             |      |                                                            |
| 002                                  | スタニスワフ・ヴォイチェホフスキ Stanisław Wojciechowski   |                                                                 | ポーランド農民党 ・ピャスト派 (PSL・"Piast")    | 2                               | 1922年12月22日 - 1926年5月14日                                   | 3年 + 143日  | 任期満了前に辞任                      |      |                                                            |
| 0－                                  | マチェイ・ラタイ Maciej Rataj                              |                                                                 | ポーランド農民党 ・ピャスト派 (PSL・"Piast")    | 2                               | 1926年5月14日 - 1926年6月4日                                     | 21日         | 大統領代行 （セイム議長）             |      |                                                            |
| 003                                  | イグナツィ・モシチツキ Ignacy Mościcki                     |                                                                 | 無所属                                          | 3                               | 1926年6月4日 - 1939年9月30日                                     | 13年 + 118日 |                                       |      |                                                            |
| ポーランド共和国亡命政府 (1939-1990) |                                                            |                                                                 |                                                 |                                 |                                                                  |              |                                       |      |                                                            |
| 代                                   | 大統領                                                     | 大統領                                                          | 所属政党                                        | 期                              | 在任期間                                                         | 在任期間     | 備考                                  | 首相 | 首相                                                       |
| 001                                  | ヴワディスワフ・ラチュキェヴィチ Władysław Raczkiewicz     |                                                                 | 無所属                                          | 4                               | 1939年9月30日 - 1947年6月6日                                     | 7年 + 249日  |                                       |      | ヴワディスワフ・シコルスキ 1939年9月30日 - 1943年7月4日    |
| 001                                  | ヴワディスワフ・ラチュキェヴィチ Władysław Raczkiewicz     | スタニスワフ・ミコワイチク 1943年7月14日 - 1944年11月24日       | 無所属                                          | 4                               | 1939年9月30日 - 1947年6月6日                                     | 7年 + 249日  |                                       |      |                                                            |
| 001                                  | ヴワディスワフ・ラチュキェヴィチ Władysław Raczkiewicz     | トマシュ・アルチシェフスキ 1944年11月29日 - 1947年7月2日        | 無所属                                          | 4                               | 1939年9月30日 - 1947年6月6日                                     | 7年 + 249日  |                                       |      |                                                            |
| 002                                  | アウグスト・ザレスキ August Zaleski                        |                                                                 | 無所属                                          | 5                               | 1947年6月9日 - 1972年4月7日                                      | 24年 + 303日 |                                       |      |                                                            |
| 002                                  | アウグスト・ザレスキ August Zaleski                        | タデウシュ・コモロフスキ 1947年7月2日 - 1949年2月10日           | 無所属                                          | 5                               | 1947年6月9日 - 1972年4月7日                                      | 24年 + 303日 |                                       |      |                                                            |
| 002                                  | アウグスト・ザレスキ August Zaleski                        | タデウシュ・トマシェフスキ 1949年4月7日 - 1950年8月10日         | 無所属                                          | 5                               | 1947年6月9日 - 1972年4月7日                                      | 24年 + 303日 |                                       |      |                                                            |
| 002                                  | アウグスト・ザレスキ August Zaleski                        | ロマン・オジェジンスキ 1950年9月25日 - 1953年12月8日            | 無所属                                          | 5                               | 1947年6月9日 - 1972年4月7日                                      | 24年 + 303日 |                                       |      |                                                            |
| 002                                  | アウグスト・ザレスキ August Zaleski                        | イェジ・フルィニェフスキ 1954年1月18日 - 1954年3月13日          | 無所属                                          | 5                               | 1947年6月9日 - 1972年4月7日                                      | 24年 + 303日 |                                       |      |                                                            |
| 002                                  | アウグスト・ザレスキ August Zaleski                        | スタニスワフ・マツキェヴィチ 1954年6月8日 - 1955年6月21日       | 無所属                                          | 5                               | 1947年6月9日 - 1972年4月7日                                      | 24年 + 303日 |                                       |      |                                                            |
| 002                                  | アウグスト・ザレスキ August Zaleski                        | フゴン・ハンケ 1955年8月8日 - 1955年9月10日                     | 無所属                                          | 5                               | 1947年6月9日 - 1972年4月7日                                      | 24年 + 303日 |                                       |      |                                                            |
| 002                                  | アウグスト・ザレスキ August Zaleski                        | アントニ・パヨンク 1955年9月10日 - 1965年6月14日                | 無所属                                          | 5                               | 1947年6月9日 - 1972年4月7日                                      | 24年 + 303日 |                                       |      |                                                            |
| 002                                  | アウグスト・ザレスキ August Zaleski                        | アレクサンデル・ザヴィシャ 1965年6月25日 - 1970年6月9日         | 無所属                                          | 5                               | 1947年6月9日 - 1972年4月7日                                      | 24年 + 303日 |                                       |      |                                                            |
| 002                                  | アウグスト・ザレスキ August Zaleski                        | ズィグムント・ムフニェフスキ 1970年7月20日 - 1972年7月13日      | 無所属                                          | 5                               | 1947年6月9日 - 1972年4月7日                                      | 24年 + 303日 |                                       |      |                                                            |
| 003                                  | スタニスワフ・オストロフスキ Stanisław Ostrowski           |                                                                 | 無所属                                          | 6                               | 1972年4月9日 - 1979年3月24日                                     | 6年 + 349日  |                                       |      |                                                            |
| 003                                  | スタニスワフ・オストロフスキ Stanisław Ostrowski           | アルフレト・ウルバンスキ 1972年7月18日 - 1976年7月15日          | 無所属                                          | 6                               | 1972年4月9日 - 1979年3月24日                                     | 6年 + 349日  |                                       |      |                                                            |
| 003                                  | スタニスワフ・オストロフスキ Stanisław Ostrowski           | カジミェシュ・サバト 1976年8月5日 - 1986年4月8日                | 無所属                                          | 6                               | 1972年4月9日 - 1979年3月24日                                     | 6年 + 349日  |                                       |      |                                                            |
| 004                                  | エドヴァルト・ラチンスキ Edward Raczyński                  |                                                                 | 無所属                                          | 7                               | 1979年4月8日 - 1986年4月8日                                      | 7年 + 0日    |                                       |      |                                                            |
| 005                                  | カジミェシュ・サバト Kazimierz Sabbat                      |                                                                 | 無所属                                          | 8                               | 1986年4月8日 - 1989年7月19日                                     | 3年 + 102日  |                                       |      | エドヴァルト・シュチェパニク 1986年4月8日 - 1990年12月22日 |
| 006                                  | リシャルト・カチョロフスキ Ryszard Kaczorowski             |                                                                 | 無所属                                          | 9                               | 1989年7月19日 - 1990年12月22日                                   | 1年 + 156日  | 任期満了前に辞任 （第三共和政に合流） |      | エドヴァルト・シュチェパニク 1986年4月8日 - 1990年12月22日 |
| ポーランド臨時政府 (1944-1952)       |                                                            |                                                                 |                                                 |                                 |                                                                  |              |                                       |      |                                                            |
| 代                                   | 大統領                                                     | 大統領                                                          | 所属政党                                        | 期                              | 在任期間                                                         | 在任期間     | 備考                                  | 首相 | 首相                                                       |
| 0－                                  | ボレスワフ・ビェルト Bolesław Bierut                       |                                                                 | ポーランド労働者党 （PPR）                      | －                              | 1944年12月31日 - 1947年2月4日                                    | 2年 + 35日   | 元首 （全国国民評議会議長）           |      |                                                            |
| 0－                                  | フランチェスコ・トロンバルスキ Franciszek Trąbalski        |                                                                 | ポーランド労働者党 （PPR）                      | －                              | 1947年2月4日 - 1947年2月4日                                      | 0日          | 元首代行 （セイム議長）               |      |                                                            |
| 0－                                  | ヴワディスワフ・コワルスキ Władysław Kowalski (politician) |                                                                 | ポーランド労働者党 （PPR）                      | －                              | 1947年2月4日 - 1947年2月5日                                      | 1日          | 元首代行 （セイム議長）               |      |                                                            |
| 001                                  | ボレスワフ・ビェルト Bolesław Bierut                       |                                                                 | ポーランド労働者党 （PPR）                      | －                              | 1947年2月5日 - 1948年12月16日                                    | 5年 + 289日  |                                       |      |                                                            |
| 0(1)                                 | ボレスワフ・ビェルト Bolesław Bierut                       | ポーランド統一労働者党 （PZPR）                                 | －                                              | 1948年12月16日 - 1952年11月20日 |                                                                  | 5年 + 289日  |                                       |      |                                                            |
| ポーランド人民共和国 (1952-1989)     |                                                            |                                                                 |                                                 |                                 |                                                                  |              |                                       |      |                                                            |
| 国家評議会議長 (1952-1989)           |                                                            |                                                                 |                                                 |                                 |                                                                  |              |                                       |      |                                                            |
| 代                                   | 議長                                                       | 議長                                                            | 所属政党                                        | 期                              | 在任期間                                                         | 在任期間     | 備考                                  | 首相 | 首相                                                       |
| 001                                  | アレクサンデル・ザヴァツキ Aleksander Zawadzki             |                                                                 | ポーランド統一労働者党 (PZPR)                   | －                              | 1952年11月20日 - 1964年8月7日                                    | 11年 + 261日 | 在任中に死去                          |      |                                                            |
| 002                                  | エドヴァルト・オハプ Edward Ochab                          |                                                                 | ポーランド統一労働者党 (PZPR)                   | －                              | 1964年8月12日 - 1968年4月10日                                    | 3年 + 242日  |                                       |      |                                                            |
| 003                                  | マリアン・スプィハルスキ Marian Spychalski                 |                                                                 | ポーランド統一労働者党 (PZPR)                   | －                              | 1968年4月10日 - 1970年12月23日                                   | 2年 + 257日  |                                       |      |                                                            |
| 004                                  | ユゼフ・ツィランキェヴィチ Józef Cyrankiewicz              |                                                                 | ポーランド統一労働者党 (PZPR)                   | －                              | 1970年12月23日 - 1972年3月28日                                   | 1年 + 96日   |                                       |      |                                                            |
| 005                                  | ヘンルィク・ヤブウォンスキ Henryk jabłoński                |                                                                 | ポーランド統一労働者党 (PZPR)                   | －                              | 1972年3月28日 - 1985年11月6日                                    | 13年 + 223日 |                                       |      |                                                            |
| 006                                  | ヴォイチェフ・ヤルゼルスキ Wojciech Jaruzelski             |                                                                 | ポーランド統一労働者党 (PZPR)                   | －                              | 1985年11月6日 - 1989年7月19日                                    | 4年 + 181日  |                                       |      |                                                            |
| 大統領 (1989)                        |                                                            |                                                                 |                                                 |                                 |                                                                  |              |                                       |      |                                                            |
| 代                                   | 大統領                                                     | 大統領                                                          | 所属政党                                        | 期                              | 在任期間                                                         | 在任期間     | 備考                                  | 首相 | 首相                                                       |
| 001                                  | ヴォイチェフ・ヤルゼルスキ Wojciech Jaruzelski             |                                                                 | ポーランド統一労働者党 (PZPR)                   | －                              | 1989年7月19日 - 1989年12月30日                                   | 164日        |                                       |      |                                                            |
| ポーランド共和国 (1989-現在)         |                                                            |                                                                 |                                                 |                                 |                                                                  |              |                                       |      |                                                            |
| 第三共和政 (1989-現在)               |                                                            |                                                                 |                                                 |                                 |                                                                  |              |                                       |      |                                                            |
| 代                                   | 大統領                                                     | 大統領                                                          | 所属政党                                        | 期                              | 在任期間                                                         | 在任期間     | 備考                                  | 首相 | 首相                                                       |
| 001                                  | ヴォイチェフ・ヤルゼルスキ Wojciech Jaruzelski             |                                                                 | ポーランド統一労働者党 （PZPR）                 | －                              | 1989年12月31日 - 1990年12月22日                                  | 356日        |                                       |      | タデウシュ・マゾヴィエツキ 1989年12月31日 - 1991年1月4日   |
| 002                                  | レフ・ヴァウェンサ Lech Wałęsa                             |                                                                 | 独立自主管理労働組合 「連帯」 （NSZZ "S"）      | 1                               | 1990年12月22日 - 1995年12月22日                                  | 5年 + 0日    |                                       |      | タデウシュ・マゾヴィエツキ 1989年12月31日 - 1991年1月4日   |
| 002                                  | レフ・ヴァウェンサ Lech Wałęsa                             | ヤン・クシシュトフ・ビェレツキ 1991年1月4日 - 1991年12月6日     | 独立自主管理労働組合 「連帯」 （NSZZ "S"）      | 1                               | 1990年12月22日 - 1995年12月22日                                  | 5年 + 0日    |                                       |      |                                                            |
| 002                                  | レフ・ヴァウェンサ Lech Wałęsa                             | ヤン・オルシェフスキ 1991年12月6日 - 1992年6月5日               | 独立自主管理労働組合 「連帯」 （NSZZ "S"）      | 1                               | 1990年12月22日 - 1995年12月22日                                  | 5年 + 0日    |                                       |      |                                                            |
| 002                                  | レフ・ヴァウェンサ Lech Wałęsa                             | ヴァルデマル・パヴラク 1992年6月5日 - 1992年7月10日             | 独立自主管理労働組合 「連帯」 （NSZZ "S"）      | 1                               | 1990年12月22日 - 1995年12月22日                                  | 5年 + 0日    |                                       |      |                                                            |
| 002                                  | レフ・ヴァウェンサ Lech Wałęsa                             | ハンナ・スホツカ 1992年7月10日 - 1993年10月25日                 | 独立自主管理労働組合 「連帯」 （NSZZ "S"）      | 1                               | 1990年12月22日 - 1995年12月22日                                  | 5年 + 0日    |                                       |      |                                                            |
| 002                                  | レフ・ヴァウェンサ Lech Wałęsa                             | ヴァルデマル・パヴラク 1993年10月26日 - 1995年3月6日            | 独立自主管理労働組合 「連帯」 （NSZZ "S"）      | 1                               | 1990年12月22日 - 1995年12月22日                                  | 5年 + 0日    |                                       |      |                                                            |
| 002                                  | レフ・ヴァウェンサ Lech Wałęsa                             | ユゼフ・オレクスィ 1995年3月7日 - 1996年2月7日                  | 独立自主管理労働組合 「連帯」 （NSZZ "S"）      | 1                               | 1990年12月22日 - 1995年12月22日                                  | 5年 + 0日    |                                       |      |                                                            |
| 003                                  | アレクサンデル・クファシニェフスキ Aleksander Kwaśniewski  |                                                                 | 民主左翼連合 （SLD）                            | 2                               | 1995年12月23日 - 2000年12月23日                                  | 5年 + 0日    |                                       |      |                                                            |
| 003                                  | アレクサンデル・クファシニェフスキ Aleksander Kwaśniewski  | ヴウォジミェシュ・ チモシェヴィチ 1996年2月7日 - 1997年10月31日 | 民主左翼連合 （SLD）                            | 2                               | 1995年12月23日 - 2000年12月23日                                  | 5年 + 0日    |                                       |      |                                                            |
| 003                                  | アレクサンデル・クファシニェフスキ Aleksander Kwaśniewski  | イェジ・ブゼク 1997年10月31日 - 2001年10月19日                  | 民主左翼連合 （SLD）                            | 2                               | 1995年12月23日 - 2000年12月23日                                  | 5年 + 0日    |                                       |      |                                                            |
| 003                                  | アレクサンデル・クファシニェフスキ Aleksander Kwaśniewski  | 3                                                               | 民主左翼連合 （SLD）                            | 2000年12月23日 - 2005年12月23日 |                                                                  | 5年 + 0日    |                                       |      |                                                            |
| 003                                  | アレクサンデル・クファシニェフスキ Aleksander Kwaśniewski  | 3                                                               | 民主左翼連合 （SLD）                            | 2000年12月23日 - 2005年12月23日 | レシェク・ミルレル 2001年10月19日 - 2004年5月2日                 | 5年 + 0日    |                                       |      |                                                            |
| 003                                  | アレクサンデル・クファシニェフスキ Aleksander Kwaśniewski  | 3                                                               | 民主左翼連合 （SLD）                            | 2000年12月23日 - 2005年12月23日 | マレク・ベルカ 2004年5月2日 - 2004年6月11日                      | 5年 + 0日    |                                       |      |                                                            |
| 003                                  | アレクサンデル・クファシニェフスキ Aleksander Kwaśniewski  | 3                                                               | 民主左翼連合 （SLD）                            | 2000年12月23日 - 2005年12月23日 | マレク・ベルカ 2004年6月11日 - 2005年10月31日                    | 5年 + 0日    |                                       |      |                                                            |
| 003                                  | アレクサンデル・クファシニェフスキ Aleksander Kwaśniewski  | 3                                                               | 民主左翼連合 （SLD）                            | 2000年12月23日 - 2005年12月23日 | カジミェシュ・ マルチンキェヴィチ 2005年10月31日 - 2006年7月14日 | 5年 + 0日    |                                       |      |                                                            |
| 004                                  | レフ・カチンスキ Lech Kaczyński                            |                                                                 | 法と正義 （PiS）                                | 5                               | 2005年12月23日 - 2010年4月10日                                   | 4年 + 108日  | 在任中に死去                          |      |                                                            |
| 004                                  | レフ・カチンスキ Lech Kaczyński                            | ヤロスワフ・カチンスキ 2006年7月14日 - 2007年11月16日           | 法と正義 （PiS）                                | 5                               | 2005年12月23日 - 2010年4月10日                                   | 4年 + 108日  | 在任中に死去                          |      |                                                            |
| 004                                  | レフ・カチンスキ Lech Kaczyński                            | ドナルド・トゥスク 2007年11月16日 - 2014年9月22日               | 法と正義 （PiS）                                | 5                               | 2005年12月23日 - 2010年4月10日                                   | 4年 + 108日  | 在任中に死去                          |      |                                                            |
| 0－                                  | ブロニスワフ・コモロフスキ Bronisław Komorowski            |                                                                 | 市民プラットフォーム （PO）                     | 5                               | 2010年4月10日 - 2010年7月8日                                     | 89日         | 大統領代行 （セイム議長）             |      |                                                            |
| 0－                                  | ボグダン・ボルセヴィチ Bogdan Borusewicz                   |                                                                 | 市民プラットフォーム （PO）                     | 5                               | 2010年7月8日 - 2010年7月8日                                      | 0日          | 大統領代行 （上院議長）               |      |                                                            |
| 0－                                  | グジェゴシュ・スヘティナ Grzegorz Schetyna                 |                                                                 | 市民プラットフォーム （PO）                     | 5                               | 2010年7月8日 - 2010年8月6日                                      | 29日         | 大統領代行 （セイム議長）             |      |                                                            |
| 005                                  | ブロニスワフ・コモロフスキ Bronisław Komorowski            |                                                                 | 市民プラットフォーム （PO）                     | 6                               | 2010年8月6日 - 2015年8月6日                                      | 5年 + 0日    |                                       |      |                                                            |
| 005                                  | ブロニスワフ・コモロフスキ Bronisław Komorowski            | エヴァ・コパチ 2014年9月22日 - 2015年11月16日                   | 市民プラットフォーム （PO）                     | 6                               | 2010年8月6日 - 2015年8月6日                                      | 5年 + 0日    |                                       |      |                                                            |
| 006                                  | アンジェイ・ドゥダ Andrzej Duda                            |                                                                 | 法と正義 （PiS）                                | 7                               | 2015年8月6日 - 2020年8月6日                                      | 10年 + 0日   |                                       |      |                                                            |
| 006                                  | アンジェイ・ドゥダ Andrzej Duda                            | ベアタ・シドゥウォ 2015年11月16日 - 2017年12月11日              | 法と正義 （PiS）                                | 7                               | 2015年8月6日 - 2020年8月6日                                      | 10年 + 0日   |                                       |      |                                                            |
| 006                                  | アンジェイ・ドゥダ Andrzej Duda                            | マテウシュ・モラヴィエツキ 2017年12月11日 - 2023年12月13日      | 法と正義 （PiS）                                | 7                               | 2015年8月6日 - 2020年8月6日                                      | 10年 + 0日   |                                       |      |                                                            |
| 006                                  | アンジェイ・ドゥダ Andrzej Duda                            | 8                                                               | 法と正義 （PiS）                                | 2020年8月6日 - 2025年8月6日     |                                                                  | 10年 + 0日   |                                       |      |                                                            |
| 006                                  | アンジェイ・ドゥダ Andrzej Duda                            | 8                                                               | 法と正義 （PiS）                                | 2020年8月6日 - 2025年8月6日     | ドナルド・トゥスク 2023年12月13日 - （現職）                     | 10年 + 0日   |                                       |      |                                                            |
| 007                                  | カロル・ナヴロツキ Karol Nawrocki                          |                                                                 | 無所属 （PiS推薦）                              | 9                               | 2025年8月6日 - （現職）                                          | 1日          |                                       |      |                                                            |